# Terobiella bicolor
Terobiella bicolor är en stekelart som först beskrevs av Girault 1913.  Terobiella bicolor ingår i släktet Terobiella och familjen puppglanssteklar. Inga underarter finns listade i Catalogue of Life.